# Ischnognathus
Ischnognathus — вимерлий рід гієнодонтових ссавців родини Hyainailouridae. Скам'янілості знайдено в США (Техас). Описано 1 вид: Ischnognathus savagei.